# Драшусов, Александр Николаевич
Александр Николаевич Драшусов (1816—1890) — русский астроном, директор обсерватории Московского университета.

## Биография
Родился в Москве 5 (17) апреля 1816 года (или в 1815). Его отец, Никола-Шарль-Иоанн Сушар(д) (1783—1851), прибыл в Россию во время царствования Александра I и, выдержав в 1818 экзамен в Московском университете, преподавал французский язык в женских институтах — Екатерининском и Александровском. Никола Сушард принял православие и женился на Евгении Антоновне Богданович (умерла 2 марта 1874; вместе с мужем была похоронена на Ваганьковском кладбище) — дочери бригадира, которая имела имение в Смоленской губернии. В 1826 получил разрешение Николая I переменить иностранное имя на русское. Новая фамилия с одобрения императора образовалась путём прочтения старой фамилии — Сушард — справа налево c прибавлением обычного русского окончания «-ов». В числе других учителей его приглашали в дом Достоевских преподавать французский язык детям Михаилу и Фёдору. Ф. М. Достоевский позже вывел Сушарда под фамилией Тушар в романе «Подросток».
Высшее образование Александр Драшусов, как и его брат Владимир (1816—1883), получил на физико-математическом факультете Московского университета. Будучи студентом, за сочинение на тему «Аналитическое изложение системы Коперника» он получил золотую медаль (в это же время кандидатскую диссертацию на эту же тему готовил А. И. Герцен, получивший серебряную медаль), а по окончании университетского курса в 1836 году — звание кандидата и был оставлен при университете для подготовки к профессорскому званию. Давал братьям Михаилу и Фёдору Достоевским уроки математики.
В декабре 1837 года он был отправлен за границу на стажировку по астрономии и физике; учился в университетах и обсерваториях Италии, Германии и Швейцарии, посещал лекции Литрова, Эттингсгаузена, Штейнгеля. После возвращения из заграничной командировки в 1840 году назначен адъюнктом по кафедре астрономии Московского университета, в 1844—1855 годах работал в обсерватории университета, в 1851 году возглавил обсерваторию после отставки Д. М. Перевощикова. По поручению Русского географического общества летом 1847 года проводил измерения географических координат 6 городов во Владимирской губернии и результаты изложил в своей магистерской диссертации «Об определении географических положений с помощью пассажной трубы и хронометра», которую защитил в 1860 году в Киевском университете святого Владимира.
Разработал проект перестройки Московской обсерватории, которая и была проведена под его руководством, начиная с 1844 года. Приобрел и установил в обсерватории новые инструменты, в том числе меридианный круг Репсольда, на котором в 1853—1855 провел наблюдения незадолго перед тем открытого Нептуна и околополярных звезд. Реконструкция, в которой принимал активное участие Б. Я. Швейцер, содействовала превращению обсерватории в полноценное научно-исследовательское учреждение. Наблюдения Драшусова были впоследствии обработаны А. П. Соколовым и опубликованы в «Анналах Московской обсерватории».
Пожалован в титулярные советники 25 марта 1852 года со старшинством с 19 октября 1838, в коллежские асессоры — 4 ноября 1852 года со старшинством с 19.10.1844. Был внесён в часть III дворянской родословной книги Московской губернии 30 мая 1838 года, в часть III дворянской родословной книги Рязанской губернии 15 мая 1853 года. За ним состояло имение Панкино Пронского уезда Рязанской губернии.
В 1855 году, вскоре после смерти Николая I, ушёл в отставку из университета и обсерватории практически прекратив занятия наукой, чему во многом способствовали частые болезни. Некоторое время был членом губернского присутствия в Рязани. В 1861 году перевёл на русский язык и издал в Москве «Очерки по астрономии» Дж. Ф. В. Гершеля. В 1870-х годах пожертвовал обсерватории собрание портретов астрономов и собрание трудов по астрономии.
Скончался в Москве 2 (14) декабря 1890 года.

## Семья
Был женат на Елизавете Алексеевне Карлгоф, урождённой Ошаниной (1817—1884), которая была известной в своё время писательницей и мемуаристкой. Елизавета помогала брату мужа, Владимиру Николаевичу Драшусову, выпускать «Московский иллюстрированный листок», публиковала свои очерки и стихи в журналах. Её перу принадлежат, в частности, воспоминания о панихиде и похоронах А. С. Пушкина, опубликованные в «Русском вестнике» за 1881 год.
Их дети:
- Владимир Александрович Драшусов (1849—1912), действительный тайный советник, член Госсовета, предводитель дворянства Рязанской губернии в 1902—1912 годах.
- Наталья Александровна (1850—?)
- Евгений Александрович Драшусов (1851—?), был военным, участвовал в Русско-турецкой войне 1877—1878 годов в качестве помощника главного уполномоченного на Кавказе — его сыновья, Николай и Евгений, стали морскими офицерами.